# Böhlbach
Böhlbach ist ein Gemeindeteil der Gemeinde Weißenbrunn im Landkreis Kronach (Oberfranken, Bayern).

## Geografie
Die Einöde liegt am Fuße des Theiserberges (491 m ü. NHN, 0,3 km südlich). Gegen Westen fällt das Gelände in das Tal des Schlottermühlbaches ab. Ein Wirtschaftsweg führt nach Schlottermühle (0,5 km nordwestlich) bzw. nach Grün (1,3 km südwestlich).

## Geschichte
Gegen Ende des 18. Jahrhunderts gab es in Böhlbach 2 Anwesen (1 Fronsölde, 1 Tropfhaus). Das Hochgericht übte das Rittergut Weißenbrunn aus. Es hatte ggf. an das bambergische Centamt Kronach auszuliefern. Die Grundherrschaft über die beiden Anwesen hatte das Rittergut Weißenbrunn inne.
Mit dem Ersten Gemeindeedikt wurde Böhlbach dem 1808 gebildeten Steuerdistrikt Weißenbrunn und der 1818 gebildeten Ruralgemeinde Weißenbrunn zugewiesen.

### Einwohnerentwicklung
| Jahr      | 001818 | 001861 | 001871 | 001885 | 001900 | 001925 | 001950 | 001961 | 001970 | 001987 |
| Einwohner |        | 6      | 7      | 8      | 6      | 10     | 8      | 4      | 6      | 8      |
| Häuser    | 1      |        |        | 1      | 1      | 1      | 1      | 1      |        | 1      |
| Quelle    | [ 5 ]  | [ 7 ]  | [ 8 ]  | [ 9 ]  | [ 10 ] | [ 11 ] | [ 12 ] | [ 13 ] | [ 14 ] | [ 1 ]  |

## Religion
Der Ort ist seit der Reformation evangelisch-lutherisch geprägt und in die Dreieinigkeitskirche (Weißenbrunn) gepfarrt.